# Wellenbrecher (Architektur)

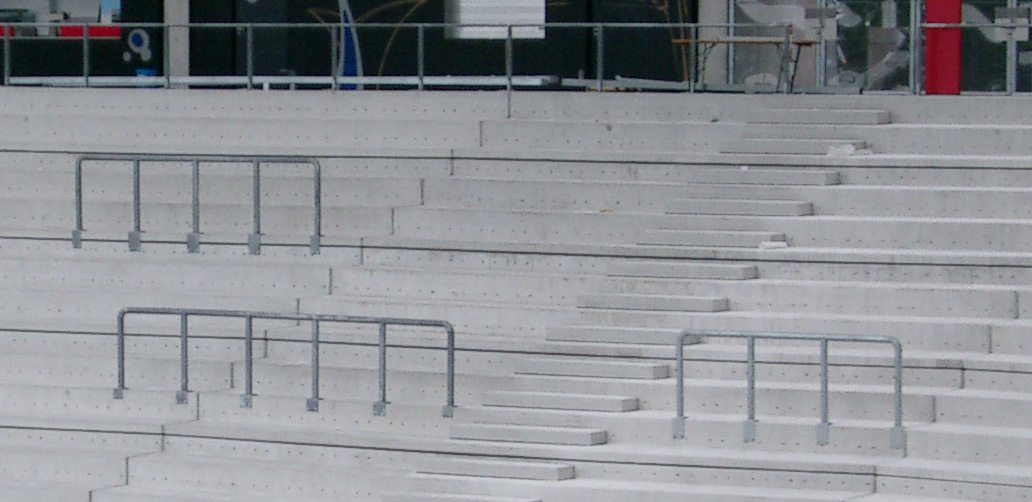
Montage der Wellenbrecher im EM-Stadion Wals-Siezenheim

Wellenbrecher gehören zu den Metallbau-Gewerken des Innenausbaus von Sport- und Versammlungsstätten. Es handelt sich um Abschrankungen auf den Stufen von Stehplatz-Tribünen, die verhindern, dass für die Besucher Gefahr durch den Druck einer größeren Menschenmenge entsteht, insbesondere dann, wenn diese unkontrolliert von oben in Richtung Spielfeld in Bewegung gerät (→ siehe auch Empirie der Massenpanik). Als Randaspekt neben dem der Sicherheit kommt hinzu, dass mit den Wellenbrechern der Komfort auf den Stehplätzen steigt; sie bieten den Zuschauern die Möglichkeit, sich abzustützen.

## Wellenbrecher auf Tribünen
Wie die Wellenbrecher auf Tribünen anzuordnen sind, ist durch eine Reihe von Verordnungen und Empfehlungen geregelt. Die DIN EN 13200-1 Zuschaueranlagen – Teil 1: Kriterien für die räumliche Anordnung von Zuschauerplätzen – Anforderungen gibt allgemeine Anforderungen an Zuschaueranlagen vor, so auch für die Dimensionen von Tribünenstufen. In der DIN EN 13200-3 werden die Details der Anforderungen für Abschrankungen beschrieben. Ferner sind diese in der Versammlungsstättenverordnung (VStättVO) beziehungsweise Musterversammlungsstättenverordnung (MVStättVO) verankert. Neben weiteren Sport-Organisationen formulieren darüber hinaus auch die nationalen und internationalen Fußballverbände allgemein gehaltene Richtlinien bezüglich der Wellenbrecher.
Hierzu die VStättVO NRW (seit 28. Dezember 2009 Teil der SBauVO NRW und stellvertretend für alle Versammlungsstättenverordnungen der Bundesländer zitiert) in Abschnitt 2/Versammlungsstätten mit mehr als 5000 Besucherplätzen in § 28/Wellenbrecher im Wortlaut: „Werden mehr als fünf Stufen von Stehplatzreihen hintereinander angeordnet, so ist vor der vordersten Stufe eine durchgehende Schranke von 1,10 m Höhe anzuordnen. Nach jeweils fünf weiteren Stufen sind Schranken gleicher Höhe (Wellenbrecher) anzubringen, die einzeln mindestens 3 m und höchstens 5,50 m lang sind. Die seitlichen Abstände zwischen den Wellenbrechern dürfen nicht mehr als 5 m betragen. Die Abstände sind nach höchstens fünf Stehplatzreihen durch versetzt angeordnete Wellenbrecher zu überdecken, die auf beiden Seiten mindestens 0,25 m länger sein müssen als die seitlichen Abstände zwischen den Wellenbrechern. Die Wellenbrecher sind im Bereich der Stufenvorderkante anzuordnen.“
Die genannten Anforderungen in Kürze:
- Höhe der Wellenbrecher: 1,10 m
- Abstand: Montage vor jeder fünften Stufe
- Abstand seitlich: max. 5 m
- Länge: min. 3,00 m; max. 5,50 m
- Überschneidung: min. 25 cm pro Seite
- Position: vor der Stufenkante

Die DIN EN 13200-3 enthält Tabellen mit Festlegungen für die Anpralllast, der ein Wellenbrecher widerstehen können muss. Je nach Steigung der Tribüne geht die Norm von 3,0 bis 5,0 kN/m (Kilonewton pro Meter) aus.
Wenngleich weder in Wettbewerben der UEFA noch der FIFA Stehplätze zugelassen sind (sie werden gegebenenfalls in Sitzplätze umgewandelt), fordern der Europa- und Weltverband grundsätzlich, dass Stehplatzränge mit Wellenbrechern ausgestattet sein müssen: „Safety barriers are to be erected in the sectors of stadiums in which standing spectators are to be admitted.“ (FIFA Safety Regulations). Der DFB verlangt in seinen Richtlinien zur Verbesserung der Sicherheit bei Bundesspielen: „In den Stehplatzbereichen sind Wellenbrecher anzubringen. Ihre Einrichtung und Ausgestaltung richtet sich nach den gesetzlichen Bestimmungen. Vorhandene Wellenbrecher sind jährlich auf ihre Stand- und Bruchfestigkeit zu prüfen.“

## Abschrankungen vor Szeneflächen

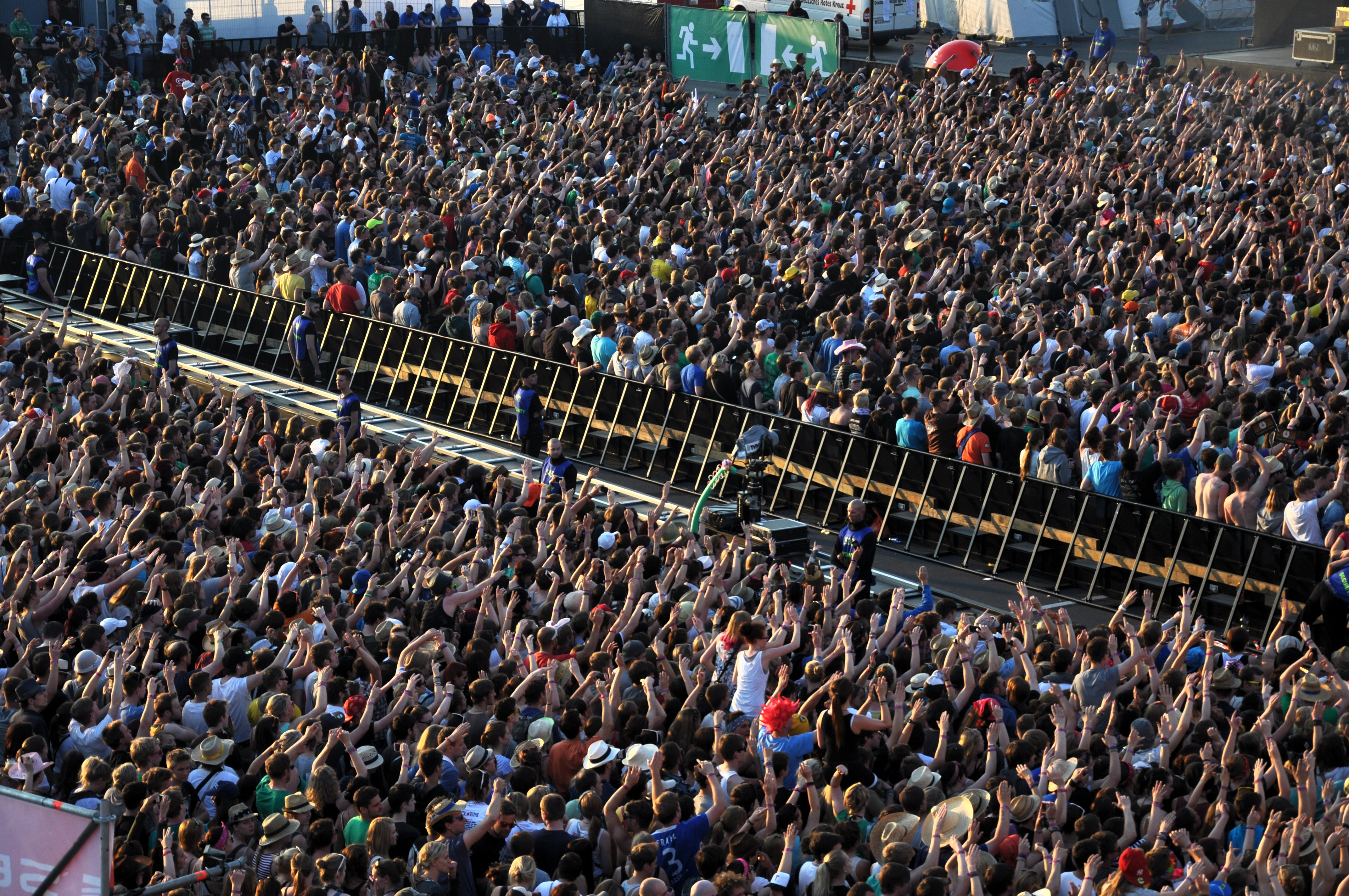
Wellenbrecher mit Kameraschiene beim Rock am Ring

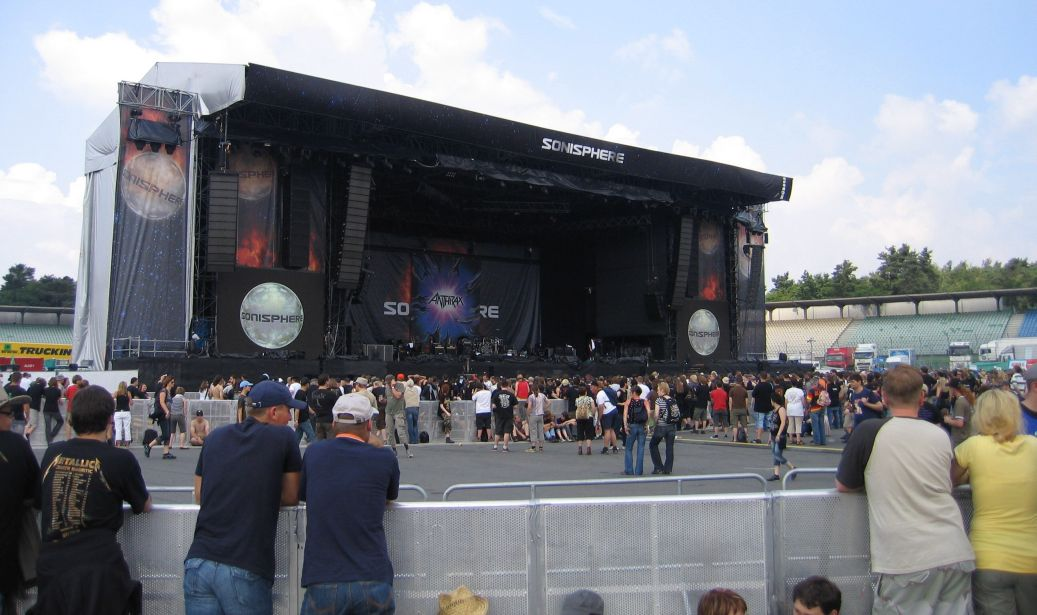
Abschrankungen auf einem Rockfestival

Vergleichbare Bestimmungen bestehen auch für Stehplatzbereiche vor Szeneflächen (Bühnen etc.), sie sind größtenteils in denselben Verordnungen und Normen festgehalten. Ziel ist es, insbesondere bei Open-Air-Konzerten und vergleichbaren Großveranstaltungen mit potenziell hohem Zuschauerdruck, bei denen die stehenden Zuschauer in Richtung Bühne drängen – oder durch weiter hinten stehende Zuschauer dorthin gedrängt werden, die Sicherheit zu gewährleisten. Ferner soll auf diese Weise garantiert werden, dass Rettungs- und Ordnungsdienste unter allen Umständen ohne Behinderung arbeiten können. 
Auch ist die Evakuierung im Notfall nur möglich, wenn die laut Flucht- und Rettungsplan festgelegten Wegführungen mittels Absperrungen einzuhalten sind. Entscheidend ist hierbei, dass die für die jeweiligen Sektoren einer Stehplatzfläche laut VStättVO zugelassenen Personenzahlen nicht überschritten werden. Bei Veranstaltungen mit freiem Eintritt und/oder freier Platzwahl helfen Abschrankungen beziehungsweise Bühnenbarrikaden, den Zuschauerstrom zu regulieren. (Es kommen entweder Personenzähler-Systeme zum Einsatz oder die Sicherheitsverantwortlichen beobachten die Zuschauerfläche aus erhöhter Position, unterteilen die Gesamtfläche in virtuelle Quadranten, anhand deren Auszählung sich die gesamte Zuschauerzahl ermitteln oder sehr genau schätzen lässt.)
Die SBauVO NRW (stellvertretend für alle Versammlungsstättenverordnungen der Bundesländer zitiert) verlangt in Abschnitt 2/Versammlungsstätten mit mehr als 5000 Besucherplätzen in § 29/Abschrankung von Stehplätzen vor Szeneflächen: 
„(1) Werden vor Szeneflächen Stehplätze für Besucher angeordnet, so sind die Besucherplätze von der Szenefläche durch eine Abschrankung so abzutrennen, dass zwischen der Szenefläche und der Abschrankung ein Gang von mindestens 2 m Breite für den Ordnungsdienst und die Rettungskräfte vorhanden ist.“
„(2) Werden vor Szeneflächen mehr als 5000 Stehplätze für Besucher angeordnet, so sind durch mindestens zwei weitere Abschrankungen vor der Szenefläche nur von den Seiten zugängliche Stehplatzbereiche zu bilden. Die Abschrankungen müssen voneinander an den Seiten einen Abstand von jeweils mindestens 5 m und über die Breite der Szenefläche einen Abstand von mindestens 10 m haben.“
Bühnenbarrikaden dienen ferner zum Absichern sensibler technischer Bereiche wie etwa dem Mischpult. Sie folgen festgelegten Sicherheitsvorschriften und sind zum Beispiel TÜV-zertifiziert. Einzelne Module lassen sich zu einer Länge von beliebig vielen laufenden Metern zusammenfügen und besitzen durch ein L-Profil (Standfuß in Richtung des abgesperrten Bereichs) und/oder Verstrebungen auch einzeln eine hohe Standfestigkeit auch auf unbefestigtem Grund wie Wiesen. Einige Modelle verfügen über Trittstufen, die es den Sicherheits- und Rettungskräften ermöglichen, in eine erhöhte Position zu gelangen, um den Überblick zu behalten oder in den Zuschauerbereich zu steigen.
Bei Veranstaltungen mit geringem bis mittlerem Zuschauerdruck und einer niedrigeren Sicherheitsstufe (z. B. Zieleinlauf bei einem Marathon-Event) werden vornehmlich einfache Polizeigitter aus Metallrohren eingesetzt.